# Atac desconegut de clau compartida
Un atac desconegut de clau compartida (UKS) contra un acord de clau autenticada (AK) o contra un acord de clau autenticada amb confirmació de clau (AKC), Tal com ho defineixen Blake-Wilson & Menezes (1999), és un atac pel qual una entitat {\displaystyle A} acaba creient que comparteix una clau amb {\displaystyle B}, i encara que aquest és el cas, {\displaystyle B} creu erròniament que la clau la comparteix amb una entitat {\displaystyle E\neq A}.
En altres paraules, en un UKS, un oponent, per exemple Eva, força a les parts honestes Alice i Bob a establir una clau secreta on almenys un d'ambdós: Alice o Bob, no sap que la clau secreta es comparteix amb un tercer. Per exemple, Eva pot forçar Bob perquè cregui que comparteix la clau amb ella (Eva), mentre que en realitat comparteix la clau amb Alice. Així queda amagada la realitat, ja que Bob desconeix la seva "compartició de clau" amb Alice.

## Resultat d'atacs
El programa de missatgeria Signal va sucumbir a una prova d'atac desconegut de clau compartida tot i que el govern alemany no li va donar importància i va seguir recomanant el sistema d'encriptació basat en Open Whisper Systems.